# Barichara
Barichara ist eine Gemeinde (municipio) im Departamento Santander in Kolumbien.

## Geographie
Barichara liegt in der Provinz Guanentá in Santander auf einer Höhe von ungefähr 1280 Metern und hat eine Jahresdurchschnittstemperatur von etwa 22 °C. Sie liegt ungefähr 24 km von San Gil, 118 km  von Bucaramanga und 445 km von Bogotá entfernt. An die Gemeinde grenzen im Norden Zapatoca und Villanueva, im Westen Galán und Zapatoca, im Osten Villanueva und San Gil und im Süden San Gil und Cabrera.
Gemeindegliederung
Die Gemeinde Barichara besteht neben dem städtischen Teil aus dem centro poblado (besiedeltes Zentrum) Guane sowie 17 veredas (ländliche Verwaltungseinheiten).

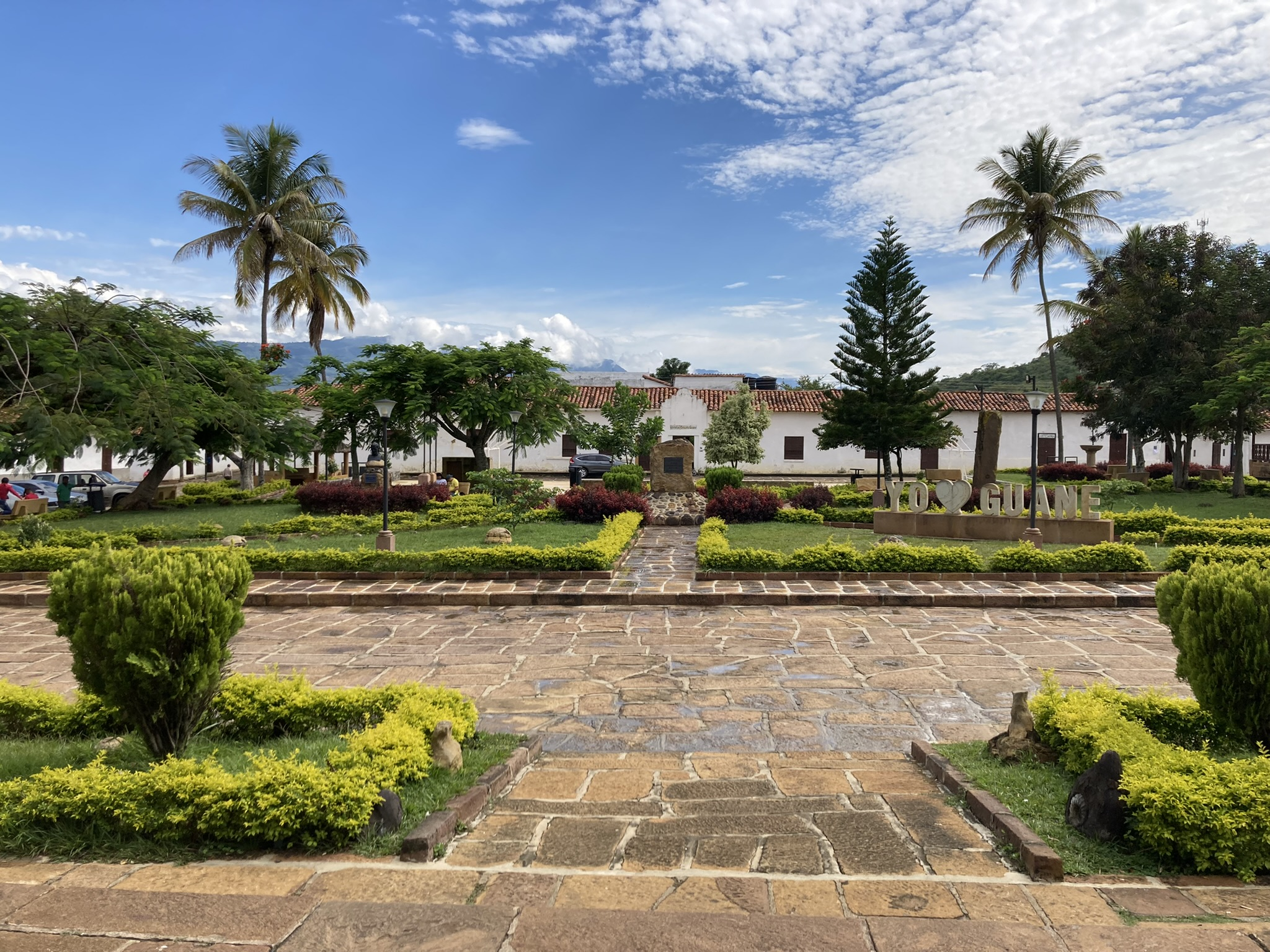
Guane

## Bevölkerung
Die Gemeinde Barichara hat 7010 Einwohner, von denen 2620 im städtischen Teil (cabecera municipal) der Gemeinde leben (Stand: 2019).

## Geschichte
Auf dem Gebiet des heutigen Barichara lebte bei Ankunft der Spanier der Stamm der Guane, der zum indigene Volk der Chibcha gehörte. Barichara selbst wurde 1705 nach einer Marienerscheinung gegründet. Der Ort wurde 1978 zum nationalen Kulturerbe erklärt.

## Kultur
Barichara ist für die gut erhaltene koloniale Architektur aus dem achtzehnten Jahrhundert im Ortskern bekannt. Barichara ist oft Kulisse für kolumbianische Fernsehproduktionen. In Barichara findet zudem ein Filmfestival statt, das Festival de Cine Verde de Barichara (FESTIVER).

## In Barichara geboren
- Hernán Buenahora (* 1967), Radrennfahrer
- Aquileo Parra (1825–1900), kolumbianischer Präsident 1876–1878